# Deutsches Historisches Institut Paris

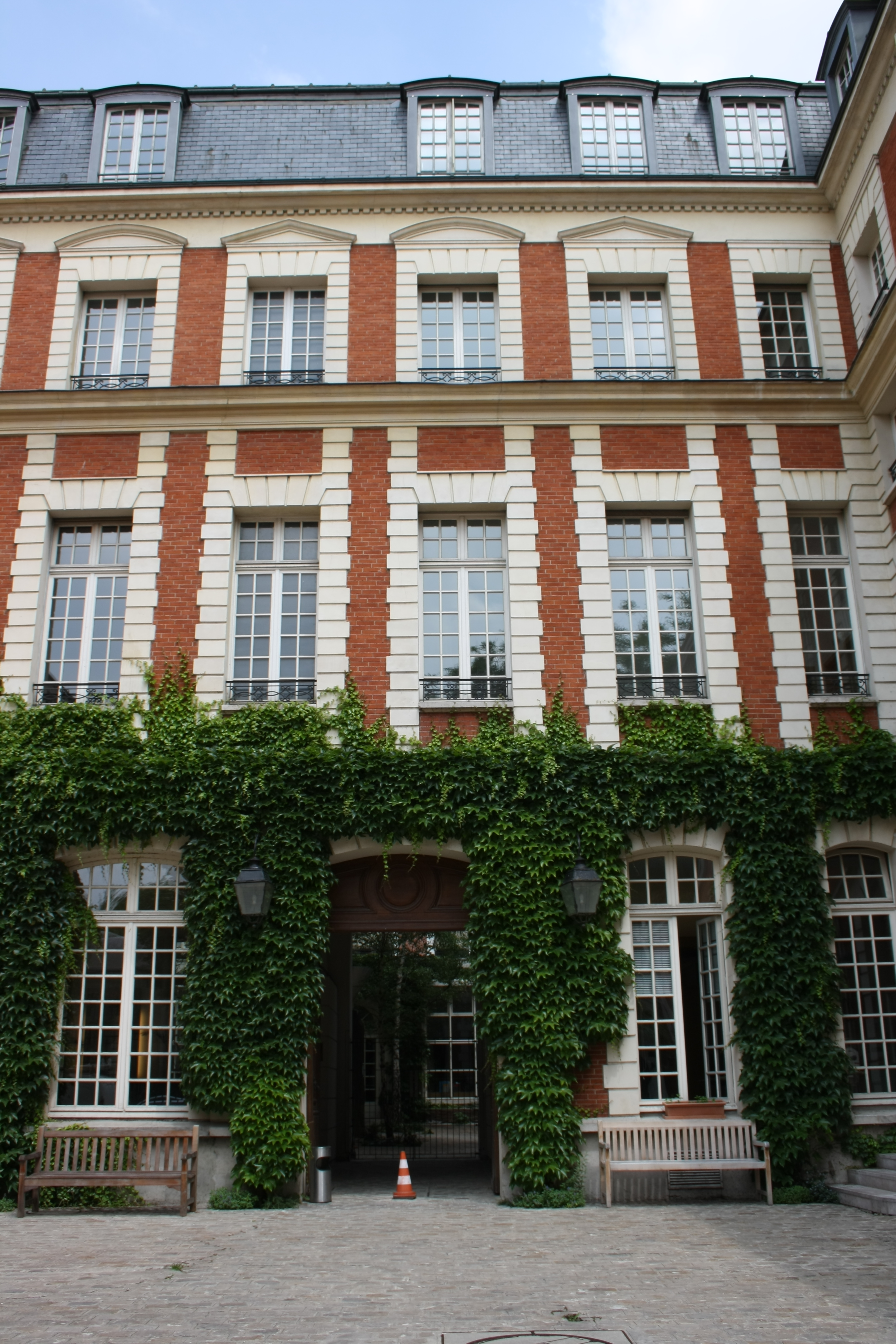
Deutsches Historisches Institut Paris, Hôtel Duret-de-Chevry

Gedenktafel zur Eröffnung des heutiges Sitzes im Jahr 1994, welcher der ehemalige Bundespräsident Richard von Weizsäcker beiwohnte

Das Deutsche Historische Institut Paris (DHIP) oder Institut historique allemand (IHA) ist ein international ausgerichtetes historisches Forschungsinstitut. Es ist eines von elf geisteswissenschaftlichen Auslandsinstituten der 2002 gegründeten bundesunmittelbaren Max Weber Stiftung – Deutsche Geisteswissenschaftliche Institute im Ausland (MWS) mit Sitz in Bonn. Die MWS wird vom Bundesministerium für Bildung und Forschung (BMBF) finanziert. Die zentralen Aufgaben des DHIP sind: Forschen, Vermitteln und Qualifizieren. Die historischen Themen reichen vom Mittelalter bis zum 21. Jahrhundert. Forschungsschwerpunkte sind dabei neben Frankreich und Deutschland sowie den deutsch-französischen Beziehungen Westeuropa, Afrika sowie die Digital Humanities. Die Forschenden des DHIP arbeiten seit 1994 in den Räumen des Hôtel Duret-de-Chevry, einem Hôtel particulier im zentral gelegenen Viertel Marais.

## Geschichte
Die Idee zur Gründung eines DHI in Paris war schon zu Beginn des 20. Jahrhunderts „ein alter Lieblingsgedanke“ des Mediävisten und späteren MGH-Präsidenten Paul Fridolin Kehr, dessen Verwirklichung jedoch 1902/03 nicht über das Anfangsstadium hinauskam. Ein neuer Versuch wurde 1941 wiederum aus dem Kreis der deutschen Mediävistik von Theodor Mayer unternommen, der durch die Arbeit in Paris nicht zuletzt einen „allgemeinen deutschen Führungsanspruch“ in Europa historisch begründen wollte. Kompetenzstreitigkeiten verzögerten das Vorhaben, das sich mit dem weiteren Kriegsverlauf schließlich zerschlug.
Nicht mehr Dominanz, sondern Austausch und Vermittlung zwischen deutschen und französischen Historikern waren das Ziel der am 21. November 1958 eingeweihten „Deutschen Historischen Forschungsstelle in Paris“ (DHFS) (Centre allemand de recherche historique). Finanziert wurde sie aus Mitteln des Bundeshaushalts; Träger war die „Wissenschaftliche Kommission zur Erforschung der Geschichte der deutsch-französischen Beziehungen“ mit Sitz in Mainz. Deren Geschäftsführer, der Mediävist Eugen Ewig, gilt als Gründungsvater des Instituts. Die wissenschaftlichen Absichten der Gründung waren mit dem Prozess der deutsch-französischen Verständigung nach dem Zweiten Weltkrieg verbunden. Nach langjährigen Verhandlungen gelang ein Jahr nach Unterzeichnung des Élysée-Vertrages die permanente Institutionalisierung der DHFS. Zum 1. Juli 1964 wurde sie als „Deutsches Historisches Institut Paris“ in eine unselbständige Bundesanstalt im Geschäftsbereich des Bundesministers für wissenschaftliche Forschung umgewandelt. Zum ersten Direktor wurde 1966 der Bonner Mediävist Alois Wachtel ernannt.
Ihm folgte der Mannheimer Mediävist Karl Ferdinand Werner, der das Institut von 1968 bis 1989 als Direktor und durch seine Forschungen zur frühmittelalterlichen Geschichte entscheidend prägte. So rief er die Zeitschrift Francia und Veranstaltungen wie die bis heute fortgeführte „jeudi“-Reihe ins Leben und veranlasste den Umzug von der rue du Havre in ein Gebäude in der rue Maspéro, den heutigen Sitz der deutschen Vertretung bei der OECD. Die stetige Vergrößerung von Personal und Bibliotheksbeständen machten bald einen erneuten Umzug erforderlich. Kurz vor Amtsantritt von Werners Nachfolger, Horst Möller, der später die Leitung des Instituts für Zeitgeschichte (IfZ) in München übernahm, erwarb die Bundesrepublik das Hôtel Duret-de-Chevry, ein um 1620 im Auftrag des hohen königlichen Beamten Charles Duret-de-Chevry in der Nähe der Place des Vosges errichteten Hôtel particulier. Unter dem neuen Direktor Werner Paravicini, der seine Forschungen vor allem dem spätmittelalterlichen Burgund widmete, fand am 19. Mai 1994 die feierliche Eröffnung des neuen Institutssitzes im Beisein von Bundespräsident Richard von Weizsäcker statt.
2002 wurde das DHIP in die öffentlich-rechtliche Max Weber Stiftung überführt, die unter ihrem Dach inzwischen weltweit elf Partnerinstitute vereint. Unter der Direktorin Gudrun Gersmann rückten ab 2007 mit umfassenden (Retro-)Digitalisierungsprojekten und Open-Access-Initiativen wie perspectivia.net die Digital Humanities in den Vordergrund. Von 2013 bis 2023 wurde das DHIP vom Schweizer Historiker Thomas Maissen geleitet, unter dem sich der geographische Fokus des Instituts erweitert hat. 2015 wurde in Kooperation mit der Universität Cheikh Anta Diop (UCAD) in Dakar im Senegal und dem Centre de recherches sur les politiques sociales (CREPOS) ein Forschungsprojekt zum subsaharischen Afrika zu dem Thema „Identität, Identifizierung und Bürokratisierung im subsaharischen Afrika (19.–21. Jh.)“ gegründet. Mit dem Aufbau einer transnationalen Forschungsgruppe zum Thema „Die Bürokratisierung afrikanischer Gesellschaften“ hat im Januar 2017 eine zweite Phase der Kooperation mit dem CREPOS und der UCAD begonnen, die 2021 planmäßig endete. Die transnationale Forschungsgruppe ist seit Ende 2018 Teil des „Maria Sybilla Merian Institute for Advanced Studies in Africa“ (MIASA Africa) mit Hauptsitz in Accra, welches von einer Reihe von Partnern, darunter dem DHIP, getragen und vom Bundesministerium für Bildung und Forschung (BMBF) gefördert wird. MIASA beschäftigt sich mit demokratischer Regierungsführung, Konfliktbearbeitung und Nachhaltigkeitstransformation. Seit 1. September 2023 ist der Mediävist Klaus Oschema neuer Direktor des DHIP. Stellvertretende Direktorin ist seit September 2021 Mareike König, die als erste Frau dieses Amt ausübt.

## Direktoren und Direktorinnen
- 1966–1968 Alois Wachtel
- 1968–1989 Karl Ferdinand Werner
- 1989–1992 Horst Möller
- 1993–2007 Werner Paravicini
- 2007–2012 Gudrun Gersmann
- 2013–2023 Thomas Maissen
- seit 2023 Klaus Oschema

## Aufgaben und Ziele
Die zentralen Aufgaben des DHIP sind: Forschen, Vermitteln und Qualifizieren.

### Forschen
Das DHIP betreibt eigene Forschung, zumeist in Kooperation mit französischen Partnern, und unterstützt internationale Forscher, die zur westeuropäischen Geschichte arbeiten und dazu Recherchen in Frankreich oder Deutschland vornehmen. Von besonderer Bedeutung ist dabei das Material der in Paris und Frankreich ansässigen Archive und Bibliotheken.
Die historischen Forschungsthemen reichen vom Mittelalter bis zum 21. Jahrhundert. Anfänglich dominierten mediävistische Forschungsprojekte und Untersuchungen zur Frühen Neuzeit. Von Bedeutung etwa war lange Zeit die Erfassung der Urkunden des Merowingerreiches. Daneben verstärkten sich seit den 1970er Jahren auch Forschungen zur neueren und neuesten Geschichte. Neue Forschungsgebiete erschließt das DHIP in seiner Abteilung Digitale Geschichtswissenschaften und in der 2015 gegründeten internationalen Forschungsgruppe in Dakar (Senegal), die in Zusammenarbeit mit der Universität Cheikh Anta Diop in Dakar bis 2021 zur „Bürokratisierung afrikanischer Gesellschaften“ arbeitete. Seit 2018 ist das DHIP am Merian Institute for Advanced Studies in Africa (MIASA) in Accra beteiligt, das zu „Sustainable Governance“ forscht.
In Grundlagenforschungsprojekten wurden wichtige Quellen erschlossen und in Datenbanken bereitgestellt.
Regelmäßig sind Gastforscher am DHIP tätig, um eigene Projekte zu verfolgen und gleichzeitig die Arbeiten am DHIP zu bereichern.

### Vermitteln
Das DHIP publiziert seine Forschungsergebnisse in verschiedenen Formaten: online, in Zeitschriften und in Buchform. Es führt eine mehrsprachige wissenschaftliche Spezialbibliothek mit einem Schwerpunkt zur deutschen Geschichte. Um die Kooperation von Historikern aus Deutschland, Frankreich und andern Ländern zu fördern, veranstaltet das DHIP regelmäßig internationale Tagungen, Workshops, Seminare und Vorträge, z. B. im Rahmen der Vortragsreihe „Les Jeudis de l'Institut historique allemand“. Darüber hinaus beteiligt es sich als Partner – sowohl in Frankreich als auch in Deutschland – an deutsch-französischen und internationalen Historikertagungen zu Forschungsgebieten des DHIP.

### Qualifizieren
Das DHIP fördert den wissenschaftlichen Nachwuchs in einem deutsch-französischen Kontext mit einer breiten Palette an Angeboten. Sommeruniversitäten, Fach- und Sprachkurse, u. a. eine Master Class in Digital Humanities, sowie Exkursionen erlauben Studierenden die Erschließung neuer Forschungshorizonte und den Austausch mit Studierenden und Dozierenden aus anderen Ländern. Ein breites Angebot von Stipendien und Fellowships ermöglicht Forschungsaufenthalte von unterschiedlicher Länge in Paris, die gezielt auf die Bedürfnisse von Studierenden im Master- und Promotionsstudium, von Postdocs oder Dozierenden ausgerichtet sind.

## Organisation und Forschungsprojekte
Am DHIP arbeiten rund 40 Mitarbeiterinnen und Mitarbeiter in Forschung und Forschungsservice (Bibliothek, Redaktionen, Veranstaltungsmanagement, Presse- und Öffentlichkeitsarbeit, allgemeine Verwaltung). Ein wissenschaftlicher Beirat aus neun deutschen und französischen Universitätsprofessorinnen und Universitätsprofessoren aus allen Epochen unterstützt und berät das DHIP in seiner Arbeit. Derzeitige Beiratsvorsitzende ist die Trierer Germanistin Claudine Moulin, stellvertretende Vorsitzende ist die Berliner Historikerin Gabriele Metzler. 
Die Forschungsprojekte sind fünf Abteilungen zugeordnet: Mittelalter, Frühe Neuzeit, Neuere und Neueste Geschichte, Digitale Geschichtswissenschaften und Afrika.

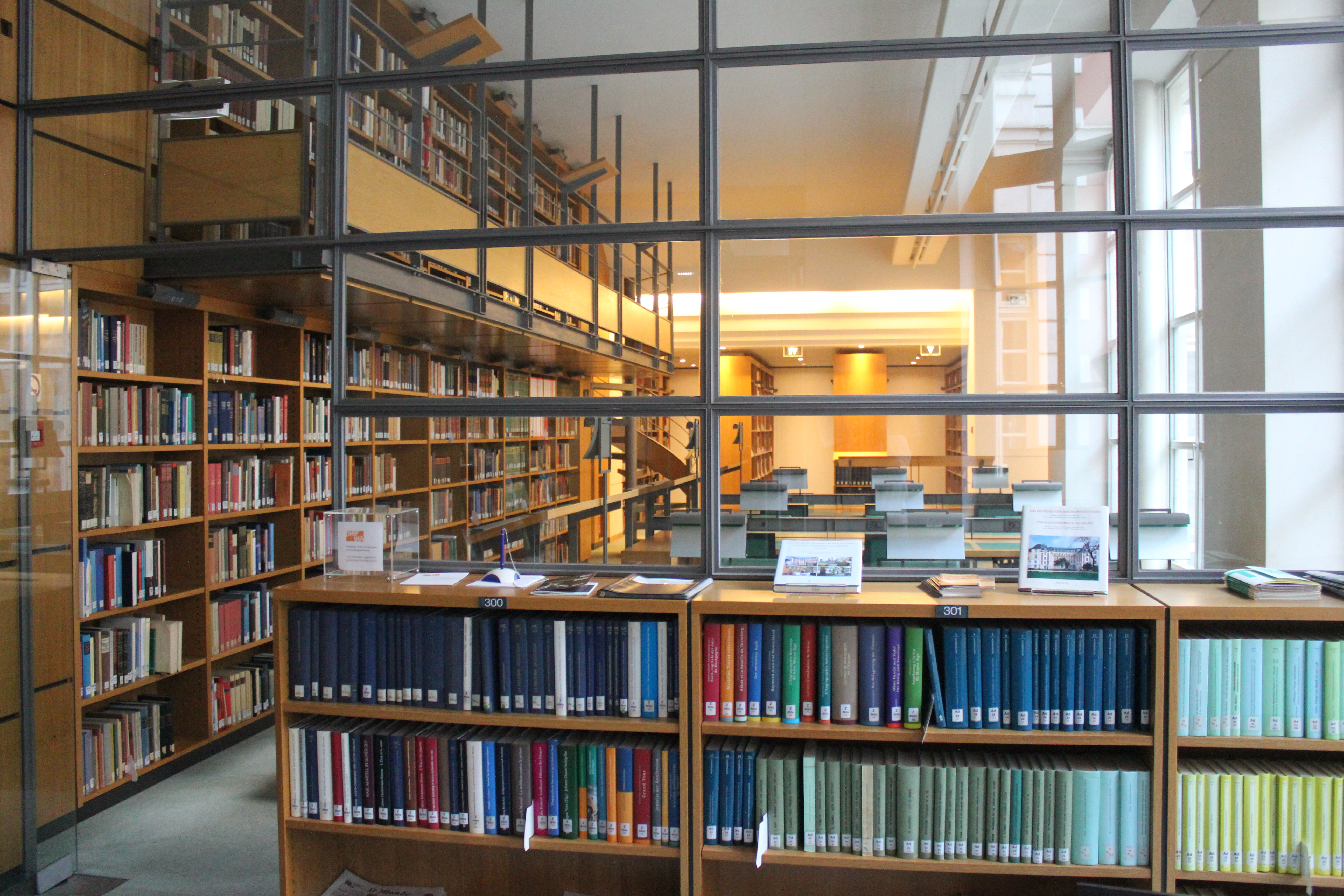
Bibliothek des DHIP

## Bibliothek
Die Bibliothek des DHIP ist nach Ausstellung einer Lesekarte für alle wissenschaftlich Forschenden kostenlos zugänglich. Im Lesesaal stehen 46 Leseplätze und vier Katalog-Terminals mit Internetzugang zur Verfügung. Die Institutsbibliothek wird als Präsenzbibliothek verwaltet; aus den Beständen der Bibliothek können deshalb keine Bücher ausgeliehen werden. Die Bibliothek ist an die deutsche Fernleihe angeschlossen. Sie umfasst derzeit einen Gesamtbestand von rund 120 000 Medieneinheiten mit etwa 350 laufend gehaltenen Zeitschriften, der durch einen Bibliothekskatalog erschlossen wird. Außer dem umfangreichen Bestand zur deutschen und französischen Geschichte verfügt die Bibliothek über einen Spezialbestand zu den Beziehungen zwischen beiden Ländern sowie über zahlreiche Werke zur westeuropäischen Geschichte sowie zur deutschen Landesgeschichte. Ein wichtiger Schwerpunkt des Zeitschriftenbestandes liegt bei deutschen Regionalzeitschriften. Die beiden Bibliotheksblogs Franco-Fil und Germano-Fil zu Informationsressourcen in Frankreich und Deutschland sowie regelmäßige Seminare zur Informationskompetenz bieten den Forschenden wertvolle Unterstützung für ihre Recherchen.

## Publikationen
Das DHIP veröffentlicht die Forschungsergebnisse des Hauses sowie herausragende Qualifikationsarbeiten. Die konsequente Open-Access-Strategie ermöglicht es, auf alle Publikationen online zuzugreifen.
Die Zeitschrift Francia erscheint seit 1973 und ist die einzige deutsche historische Fachzeitschrift zur Geschichte Westeuropas. Die Artikel erscheinen in deutscher, französischer oder englischer Sprache. Das thematische und zeitliche Spektrum reicht von der Archäologie des 4. Jahrhunderts bis zu den deutsch-französischen Beziehungen der jüngsten Vergangenheit. Alle bisher erschienenen Bände stehen, mit Ausnahme des jeweils letzten Jahrgangs, online zur Verfügung. Der Rezensionsteil der Francia erscheint seit 2008 in vier Ausgaben pro Jahr online als Francia-Recensio.
Die 1975 gegründete Buchreihe Beihefte der Francia (BdF) wurde im Rahmen der DHIP-Publikationsstrategie 2019 mit den Pariser Historischen Studien (PHS) zusammengeführt. Dies ist die älteste Buchreihe des DHIP. Sie erscheint seit 1962 in französischer, englischer und deutscher Sprache.
Die 2005 begonnene elfbändige Reihe Deutsch-französische Geschichte erscheint in deutscher und französischer Sprache und von 800 bis zur Gegenwart.
Die Reihe Studien und Dokumente zur Gallia Pontificia enthält Abhandlungen und Quelleneditionen zur Erforschung der Urkunden und Briefe der Päpste in Frankreich. Alle Bände sind als PDF im Open Access auf perspectivia.net verfügbar. Die Reihe ist seit 2012 abgeschlossen.
Als Projektträger von de.hypotheses.org betreibt das DHIP neben epochenübergreifenden, methodischen Blogs auch thematische Wissenschaftsblogs. Auch die Ergebnisse von abgeschlossenen Grundlagenforschungsprojekten des DHIP sowie Mitschnitte von vielen Vorträgen, die am DHIP gehalten wurden, stehen auf der Website des Institutes zur Verfügung, letztere als Audiodateien. Online sind auch ehemalige Reihen wie die Discussions greifbar. Das DHIP war außerdem Partner der deutsch-französischen Zeitschrift für Geistes- und Sozialwissenschaften Trivium, die grundlegende französische und deutsche Aufsätze in Übersetzung zugänglich macht.